# 정규상 (1952년)
정규상(1952년 ~ , 경상남도 함양)은 대한민국의 법학자이자 교수이며 현재 성균관대학교 법과대학 교수이다. 성균관대학교 법과대학 학장, 동 대학 법학전문대학원 교수, 동 대학 인문사회과학캠퍼스 부총장 등을 역임했고 2015년부터 2018년까지 성균관대학교 총장을 맡았다.

## 출신 학교
- 서울고등학교
- 성균관대학교 법률학과 학사(1976년)
- 성균관대학교 법학대학원 법학 석사(1983년)
- 성균관대학교 법학대학원 법학 박사(1994년)

## 주요 경력
- 1983년 : 제25회 사법시험 합격
- 1985년 : 변호사 자격증 취득
- 1985년 : 사법연수원 제15기 수료
- 1986년 ~ 1989년 : 인천대학교 법학과 전임강사
- 1989년 3월 ~ 현재 : 성균관대학교 법과대학 교수
- 1991년 ~ 1996년 : 법무부 민사특별법 제정 특별분과위원회 위원
- 1996년 9월 ~ 1997년 8월 : 독일 뮌헨 대학교 방문교수
- 1998년 ~ 1999년 : 성균관대학교 출판부 부장
- 1999년 4월 ~ 2000년 8월 : 성균관대학교 교학부 처장
- 2000년 ~ 2001년 : 법무부 민사소송법 개정 특별분과위원회 위원
- 2000년 9월 ~ 2003년 2월 : 성균관대학교 학생처장
- 2003년 2월 ~ 2007년 1월 : 성균관대학교 법과대학 학장
- 2007년 ~ 2008년 : 중화인민공화국 베이징 대학 방문교수
- 2008년 : 법률구조공단 중앙법률구조심사위원회 위원
- 2010년 ~ 2012년 : 한국민사소송법학회 회장, 한국민사집행법학회 회장
- 2013년 ~ 2014년 : 성균관대학교 인문사회과학캠퍼스 부총장
- 2015년 1월 ~ 2018년 12월 : 성균관대학교 총장(제20대)
- 성균관대학교 법학전문대학원 교수
- 한국민사집행법학회 고문